# Vicent Tortosa Biosca
Vicent Tortosa i Biosca (La Font de la Figuera, 24 d'abril de 1907 - La Canyada, 28 de setembre de 1992) va ser un pintor, poeta i artista faller valencià. Cursa estudis de magisteri i en acabar la guerra es matricula a l'Acadèmica de Belles Arts. Entra a treballar al taller d'artesania de Vicent Martin Reig, qui alterna encàrrecs de decoració amb la realització de Falles.
Planta la seua primera Falla infantil en 1942 per a la comissió Mendizábal i un any després debuta en la creació de cadafals grans a l'encreuament de Félix Pizcueta i Cirilo Amorós. El gener de 1946 ingresa al Gremi d'Artistes Fallers amb l'aval de Regino Mas amb qui havia treballat prèviament. Donada la seua solvència i els bons resultats ascendeix plantant en seccions més altes debutant en la Secció Especial de les Falles de València l'any 1953 amb la Falla plantada per Ribera - Convent Santa Clara. Posteriorment, a partir del 1956, crea les obres més famoses de la seua trajectòria per la comissió d'Avinguda de l'Oest plantant entre altres "La barca de Caront". També realitzarà Falles en la màxima categoria per a Exposició - Misser Mascó i Plaça de l Mercè. Al seu palmarès es troba també Ninots Indultats versions dels quals es poden trobar hui en dia al Museu Faller de València.
La seua producció fallera es caracteritza per un estil academicista amb una forta càrrega bròfega i grollera. És considerat com un artista defensor de la sàtira i la crítica social a la Falla allunyant-se de l'autocomplaença. Ocupa el càrrec de Mestre Major del Gremi d'Artistes Fallers entre els anys 1966 i 1971 succeint a Regino Mas encarregant-se del desenvolupament del projecte de Ciutat de l'Artista Faller.
Tortosa Biosca va estar un artista polifacètic destacant en diverses vessants creatives. Va ser un prolífic escriptor d'obres de teatre. També va escriure llibres de poesia i va compondre peces musicals destacant entre elles el famós "Himne de l'artisa faller". La seua signatura es pot trobar a nombrosos quadres, cartells de festes majors i pintures murals en esglésies junt a grans pintor valencians com el cèlebre Joan de Joanes. Com a bon fontí també participa a la Dansà de la Font de la Figuera i treballa en la seua potenciació. A més confecciona imagineria popular per a altres localitats com l'Home dels Nassos de Tarragona i els Nanos Pescadors de la mateixa ciutat catalana. Construeix carrosses per al Carnestoltes de Nova Orleans i per altres punts d'Espanya.
Des de 1972, el seu poble natal compta amb un carrer amb el seu nom; i des del 2013 conta amb un espai museístic propi al Museu Històric-Etnológic de la Costera. En 2005, l'Ajuntament de València posa el seu nom a la biblioteca ubicada a la Ciutat de l'Artista Faller.